# The Way It Is (chanson)
Pour les articles homonymes, voir The Way It Is.
Singles de Bruce Hornsby
Every Little Kiss
(1986) On the Western Skyline
(1986)
The Way It Is est la chanson la plus connue de Bruce Hornsby extrait de l'album The Way It Is sorti en 1986. Elle arrive en tête des charts aux États-Unis, au Canada et aux Pays-Bas en 1986, et a culminé dans les 20 premiers en Irlande, en Suisse et au Royaume-Uni. 
Composée par Bruce Hornsby et son frère John Hornsby, elle fait explicitement référence au mouvement afro-américain des droits civiques. Cette chanson a été largement samplée par Tupac Shakur dans sa chanson, "Changes "de 1992. Il a écrit cette chanson lorsqu'il était le chanteur principal du groupe Bruce Hornsby & The Range.